# Sengoku
Sengoku — компьютерная игра в жанре глобальной стратегии, разработанная шведской студией Paradox Interactive. Вышла на ПК 13 сентября 2011 года. Действие игры разворачивается в Японии периода Сэнгоку, после того, как сёгунат Муромати утратил власть, и в стране разразилась гражданская война годов Онин. Цель игрока — управляя самурайским кланом, подчинить окружающие кланы, объединить Японию под своей властью и стать сёгуном.
Согласно интервью с руководителем проекта Йоханом Андерссоном, игрой занимаются те же люди, которые участвовали в разработке серий Crusader Kings, Hearts of Iron и Europa Universalis. Андерссон отметил, что Sengoku внешним видом напоминает игру Total War: Shogun 2, а сражения в игре, по его словам, будут похожи на битвы в Europa Universalis III. Андерссон заявил также, что Sengoku поддерживает многопользовательский режим, и одну кампанию могут проходить одновременно до 32 игроков, сражаясь друг с другом.